# العلاقات الوسط إفريقية الدومينيكانية
العلاقات الوسط أفريقية الدومينيكانية هي العلاقات الثنائية التي تجمع بين جمهورية أفريقيا الوسطى وجمهورية الدومينيكان.

## مقارنة بين البلدين
هذه مقارنة عامة ومرجعية للدولتين:
| وجه المقارنة                                              | جمهورية أفريقيا الوسطى      | جمهورية الدومينيكان |
| --------------------------------------------------------- | --------------------------- | ------------------- |
| المساحة (كم2)                                             | 622.98 ألف                  | 48.67 ألف           |
| عدد السكان (نسمة)                                         | 4.66 مليون                  | 10.40 مليون         |
| الكثافة السكانية (ن./كم²)                                 | 7.48                        | 213.68              |
| العاصمة                                                   | بانغي                       | سانتو دومينغو       |
| اللغة الرسمية                                             | لغة فرنسية، اللغة السانغوية | اللغة الإسبانية     |
| العملة                                                    | فرنك وسط أفريقي             | بيزو دومنيكاني      |
| الناتج المحلي الإجمالي (بليون دولار)                      | 1.95 مليار                  | 75.93 مليار         |
| الناتج المحلي الإجمالي (تعادل القوة الشرائية) بليون دولار | 3.03 مليار                  | 149.89 مليار        |
| الناتج المحلي الإجمالي الاسمي للفرد دولار أمريكي          | 323                         | 6.47 ألف            |
| الناتج المحلي الإجمالي للفرد دولار أمريكي                 | 594                         | 13.26 ألف           |
| مؤشر التنمية البشرية                                      | 0.350                       | 0.715               |
| رمز المكالمات الدولي                                      | +236                        | +1809، +1829، +1849 |
| رمز الإنترنت                                              | .cf                         | .do                 |
| المنطقة الزمنية                                           | ت ع م+01:00                 | 00                  |

## منظمات دولية مشتركة
يشترك البلدان في عضوية مجموعة من المنظمات الدولية، منها:
| علم المنظمة | اسم المنظمة                                 | تاريخ انضمام جمهورية أفريقيا الوسطى | تاريخ انضمام جمهورية الدومينيكان |
| ----------- | ------------------------------------------- | ----------------------------------- | -------------------------------- |
|             | الاتحاد البريدي العالمي                     | ?                                   | ?                                |
|             | يونسكو                                      | 11 نوفمبر 1960                      | 4 نوفمبر 1946                    |
|             | البنك الدولي للإنشاء والتعمير               | 10 يوليو 1963                       | 18 سبتمبر 1961                   |
|             | منظمة التجارة العالمية                      | ?                                   | ?                                |
|             | وكالة ضمان الاستثمار متعدد الأطراف          | 8 سبتمبر 2000                       | 7 مارس 1997                      |
|             | منظمة الشرطة الجنائية الدولية               | ?                                   | ?                                |
|             | مؤسسة التمويل الدولية                       | 1 أبريل 1991                        | 31 أكتوبر 1961                   |
|             | الأمم المتحدة                               | 20 سبتمبر 1960                      | 24 أكتوبر 1945                   |
|             | مجموعة دول أفريقيا والكاريبي والمحيط الهادئ | ?                                   | ?                                |
|             | مؤسسة التنمية الدولية                       | 27 أغسطس 1963                       | 16 نوفمبر 1962                   |
|             | منظمة حظر الأسلحة الكيميائية                | ?                                   | ?                                |